# Filippo Lippi
Filippo Lippi eller Fra Filippo Lippi, född 23 juni 1406 i Florens, död 8 oktober 1469 i Spoleto, var en italiensk renässanskonstnär, verksam i Florens. 

## Biografi
Under 1420-talet studerade Lippi Masaccios fresker i Santa Maria del Carmine, det kloster där han var verksam. Den smått excentriske Fra Lippi fick med nunnan Lucrezia Buti sonen Filippino 1457 och kom så i onåd hos Kyrkan. Genom Cosimo de' Medicis beskydd kunde han dock fortsätta som konstnär och blev en av de viktigaste konstnärerna i Florens.

## Konst
Lippis konst utgick från traditionen efter Masaccio men tillförde det "nordliga" element som realism och färgbehandling; han placerade de kristna gestalterna utan gloria i en samtida miljö, ofta med utblickar genom fönster och valv i bakgrunden över ett uttalat italienskt landskap. Influenserna från Holland och Flandern är tydliga. Hans son, Filippino Lippi, var även han målare.
Åren 1465 till 1467 studerade konstnären Sandro Botticelli till målare hos Filippo Lippi.

## Bilder

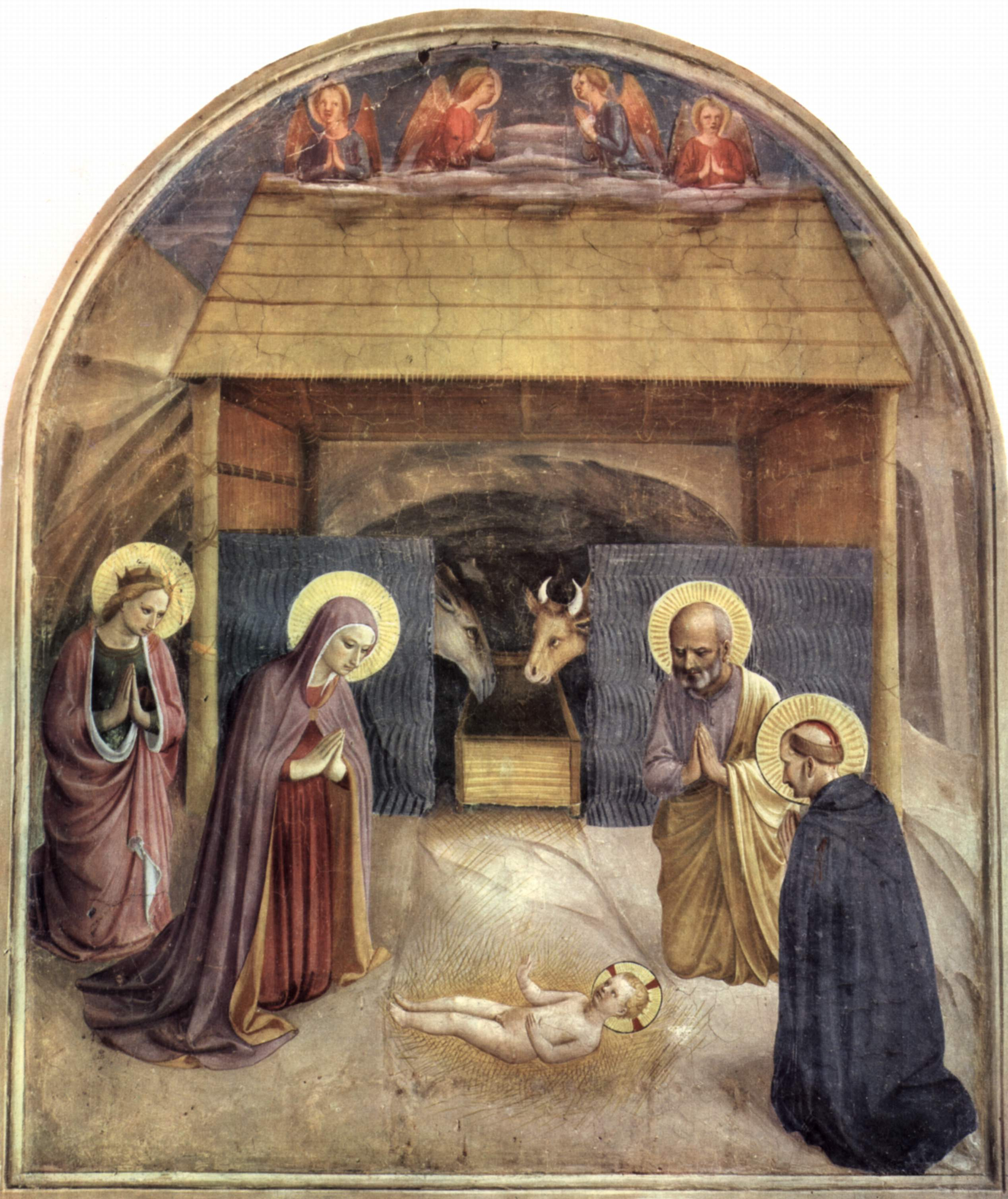
Jesu födelse.
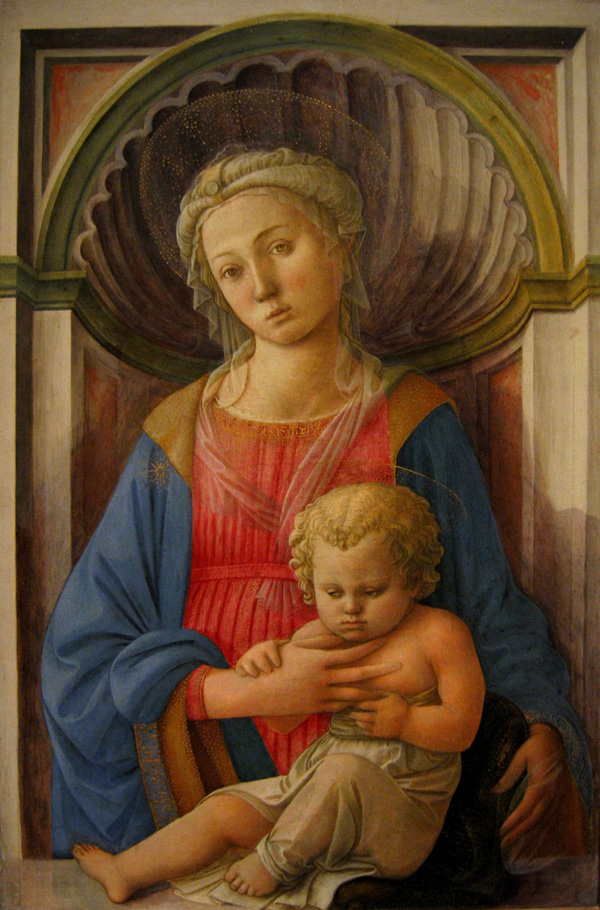
Madonnan och Barnet.
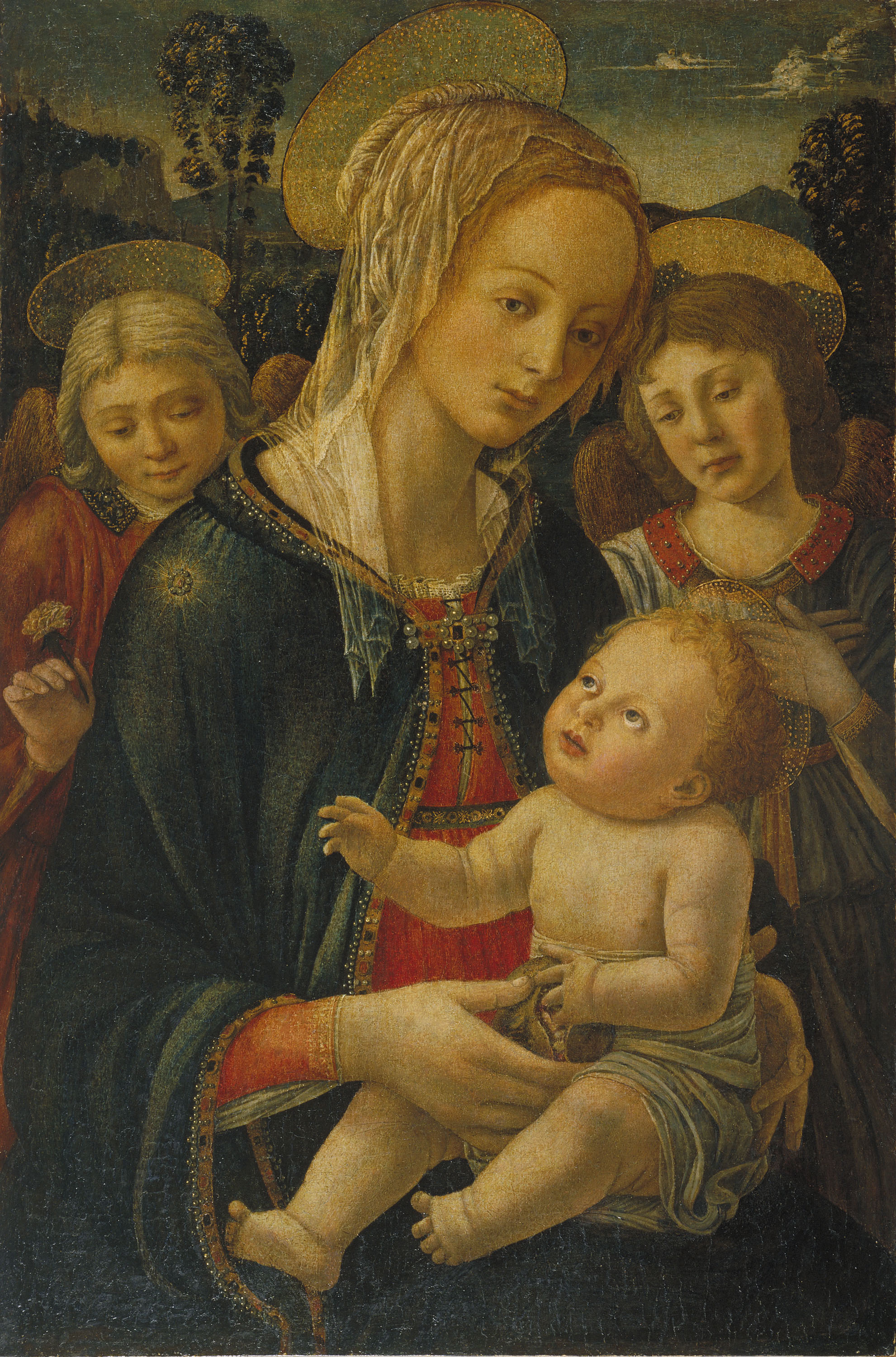
Madonnan och Barnet.
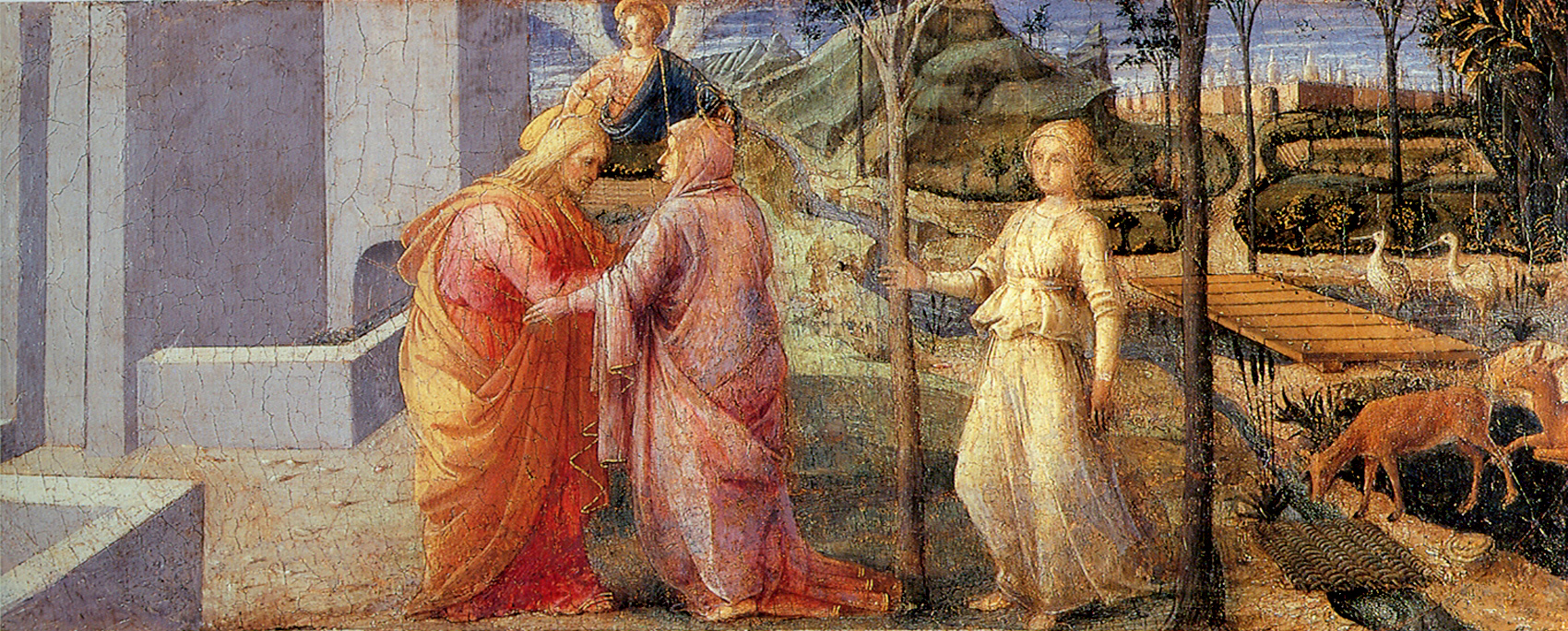
Annas och Joakims möte vid Gyllene porten.
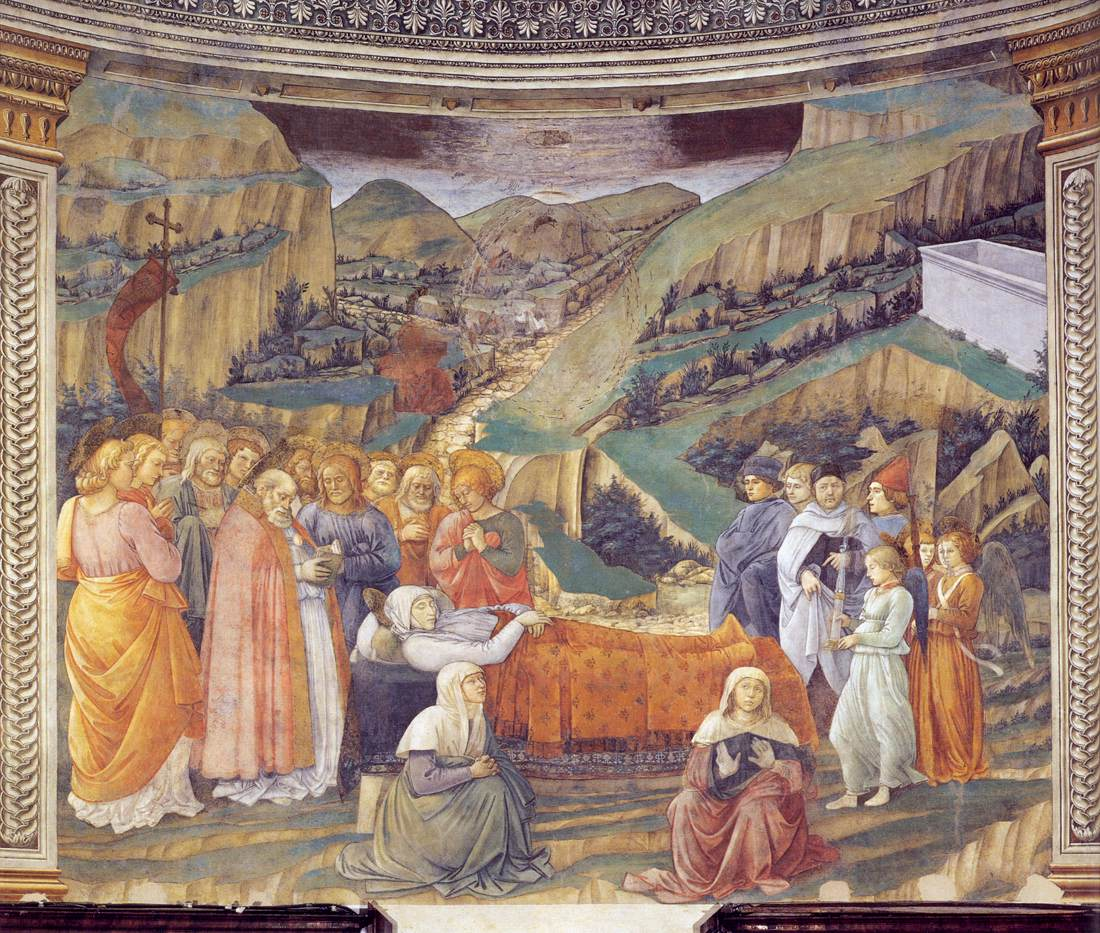
Jungfru Marie avsomnande.
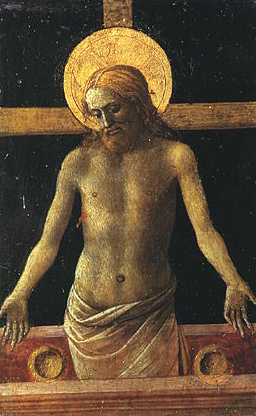
Uppståndelsen.
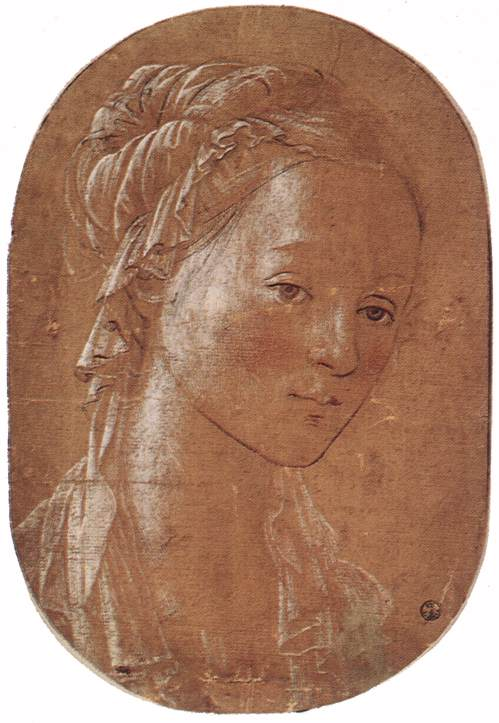
Kvinnohuvud.